# Abdij van Gembloers

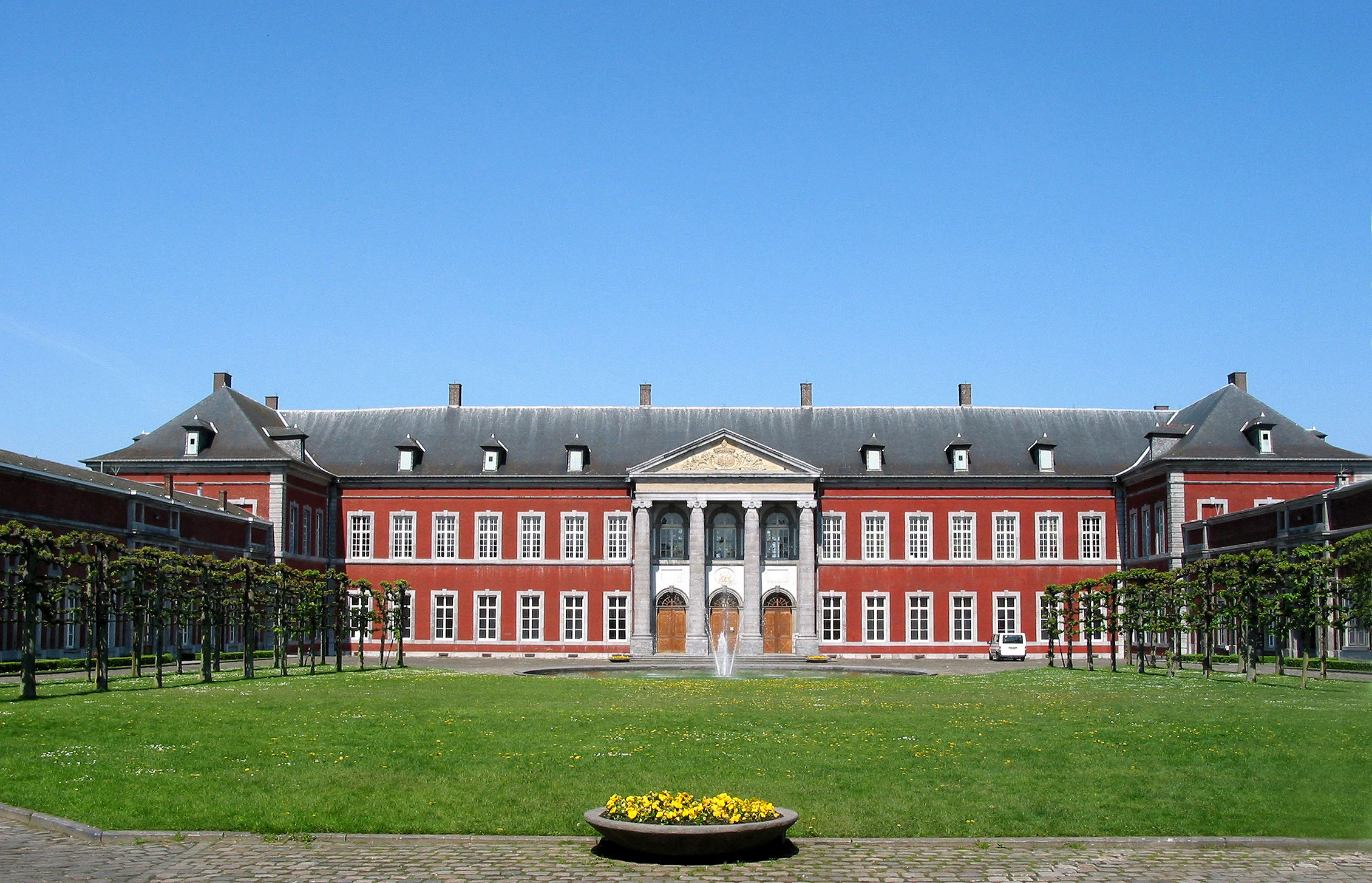
Paleis van de abt, abdij van Gembloers

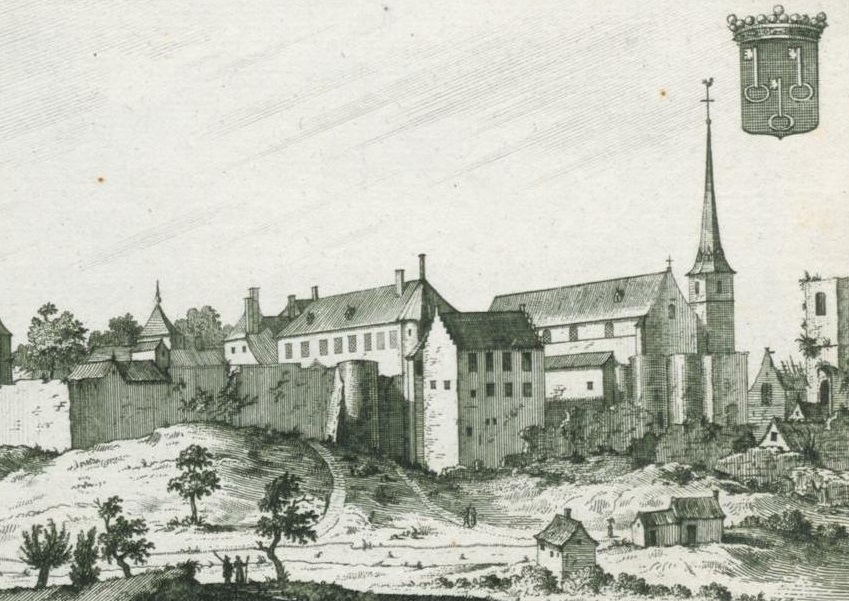
De abdij anno 1696

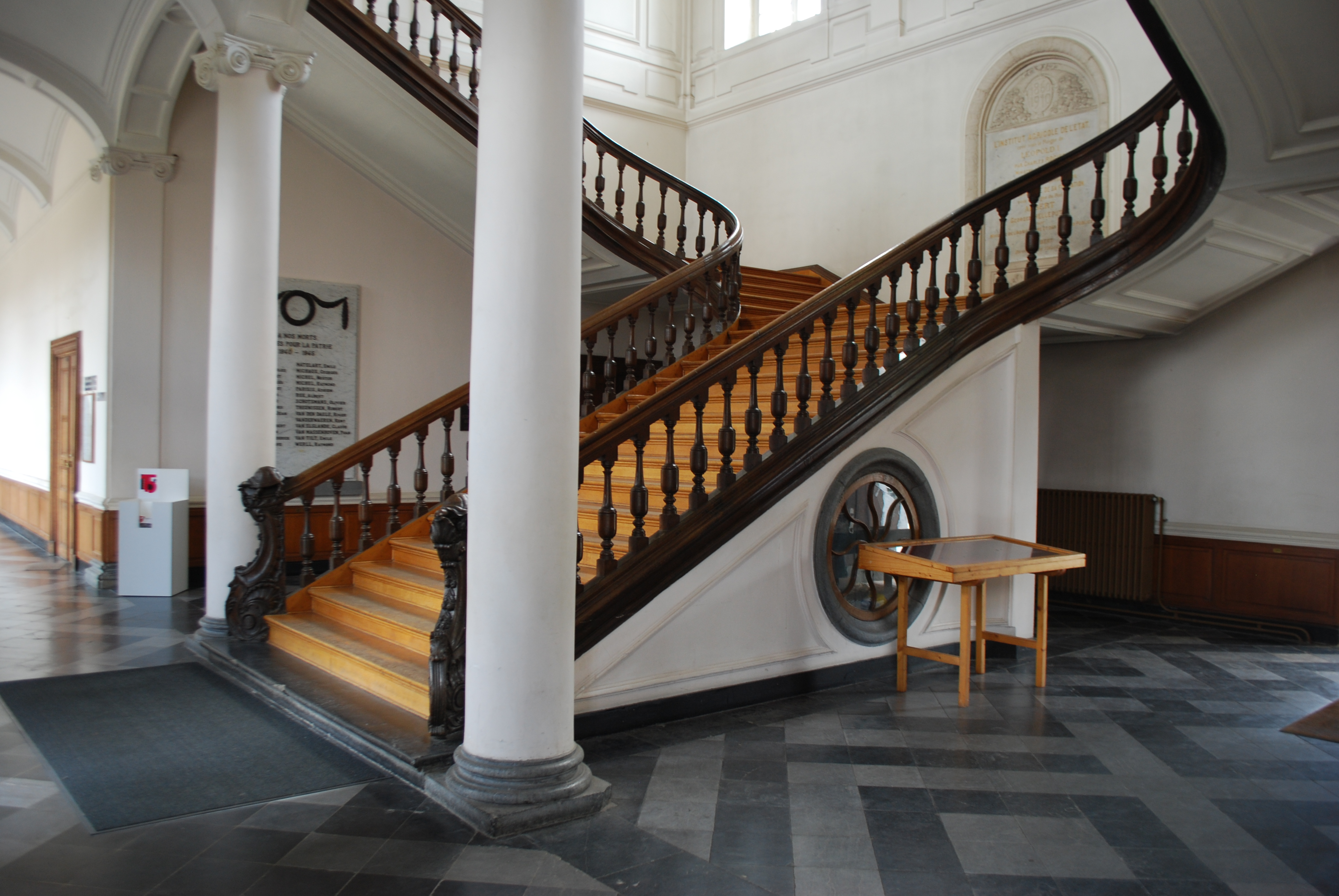
Eretrap in het abtenpaleis

De Abdij van Gembloers was een benedictijnerabdij in de buurt van de stad Gembloers in de provincie Namen in België, gewijd aan de heiligen Petrus en Exuperius. De abdij vormt een goed bewaard geheel dat de stad overheerst. Ze bestaat uit een kerk, een vrijstaande klokkentoren (het Belfort van Gembloers), een klooster en monnikenkwartier, het abtenpaleis en een landbouwcomplex met neerhof.

## Geschiedenis
In vervalste documenten laat Sigisbert van Gembloers de abdij teruggaan tot een stichting in 935 door de heilige Guibertus van Gembloers, maar in werkelijkheid zal het niet meer dan enkele jaren voor 983 zijn geweest, al gaan niet alle historici volledig mee in deze herijking. Volgens Sigisbert kwamen de eerste monniken uit de abdij van Gorze in Opper-Lotharingen, maar ook dit kan een fabricatie zijn. Gorze behoorde destijds tot de toonaangevende abdijen in het Heilige Roomse Rijk. 
Onder Olbert van Gembloers ontwikkelde de abdij, gelegen op een rotsachtige uitsprong boven de vallei van de Orneau, zich voorspoedig. Ze verwierf een uitgestrekt landbouwgebied en onderhield een abdijschool. In het scriptorium werkten diverse kopiisten van manuscripten en de kloosterbibliotheek was beroemd in heel Europa. Bekende monniken van de abdij waren de 11e-eeuwse kroniekschrijver Sigisbert van Gembloers en zijn abt Olbert van Gembloers (1012-1048). Een eeuw later was Guibert-Martin van Gembloers er eveneens actief als schrijver van brieven en hagiografische teksten.
In de 16e en 17e eeuw werd de abdij regelmatig belegerd en geplunderd. Ook waren er problemen met de tucht. In de tweede helft van de 18e eeuw volgde een grote vernieuwing, met de heropbouw van de abdijgebouwen. In 1796 werd de abdij door de Fransen opgeheven en verkocht.

## Gebouwen
De klokkentoren behoorde tot de vroegere abdijkerk Saint-Sauveur die werd afgebroken. De onderbouw van de toren gaat terug tot de 10e eeuw en maakte mogelijk nog onderdeel uit van het plaatselijke kasteel van de adellijke familie van Guibertus. 
Het paleis van de abt en het ganse kloostercomplex werden in de periode 1762-79 vernieuwd naar plannen van de bekende architect Laurent-Benoît Dewez. Het neoclassicistische paleis, met in het fronton het wapen van de toenmalige abt, geeft uit op een ruim voorplein met aan beide zijden zuilenrijen. Pronkstuk in het abtenpaleis is de eretrap met eikenhouten leuning. De goed bewaarde ingangspoort heeft versieringen in Lodewijk XV-stijl. De binnenzijde van het kloostercomplex is vernieuwd en bevat nog maar weinig authentieke elementen. 
In de abdijgebouwen is tegenwoordig een onderdeel van de Universiteit van Luik gevestigd, de Gembloux Agro-Bio Tech. De abdijkerk doet dienst als parochiekerk.

## Lijst van abten
- Erluinus I (983-987), volgens de traditie vroeger, mogelijk fictief
- Heriward (987-991)
- Erluinus II (991-1012)
- Olbert (1012-1048)
- Mysach (1048-1071)
- Tietmar (1071-1092)
- Liethard (1092-1113)
- Anselmus (1113-1136)
- Arnulfus (1137-1155)
- Petrus (1155-1156)
- Odo (1156-1158)
- Johannes (1158/59-1193)
- Guibertus Martinus van Gembloers (1194-1204)
- Willem (1204-)
- Lambert Hancart (1557-1578)

## Archieven
De Koninklijke Bibliotheek van België bezit 98 handschriften uit de abdij van Gembloers, waarvan sommige teruggaan tot de 11e en 12e eeuw. Het is na de Librije van Bourgondië een van de belangrijkste fondsen van de bibliotheek.